# Tour d'Izier
La tour d'Izier est un donjon historique et classé du village d'Izier faisant partie de la commune de Durbuy en Belgique, au nord de la province de Luxembourg.

## Localisation
La tour se situe au no 8 de la rue de l'Argoté, une rue traversant le village d'Izier d'ouest en est. La tour fait partie d'un ensemble bâti d'une superficie triangulaire comprenant un château-ferme et des étables. La propriété est partiellement ceinte d'un mur en pierre calcaire incorporant un ancien cimetière herbeux aux croix éparses situé du côté nord.

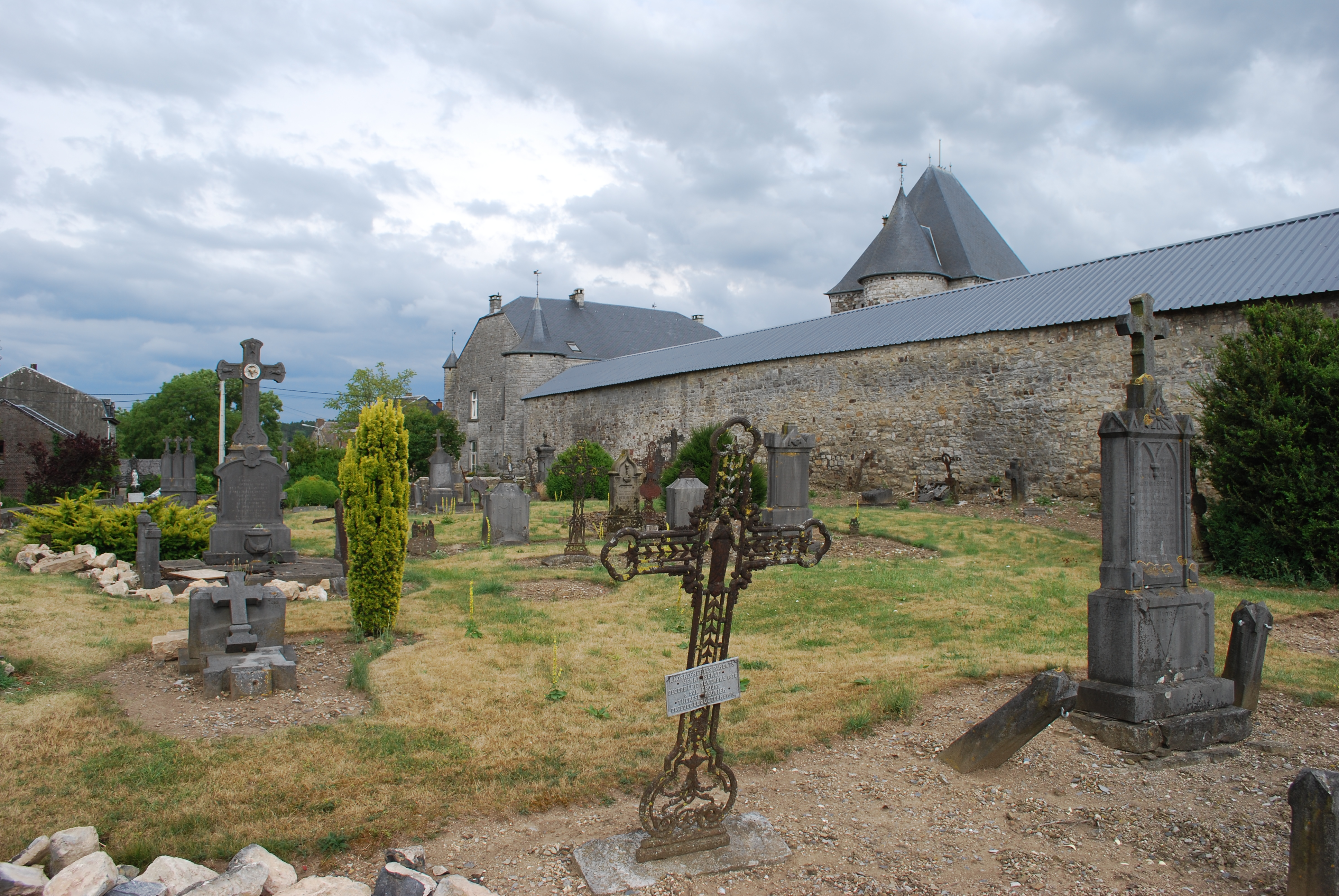
L'ancien cimetière

## Historique
La seigneurie d'Izier est connue depuis 1124. L'époque exacte de la construction de la tour n'est pas vraiment connue. Il est probable que la tour actuelle ait été édifiée au cours du XVIe siècle mais il s'agit très certainement de la reconstruction d'une tour initiale qui semble tirer son origine du XIIIe siècle. La tour a été successivement la possession de plusieurs familles locales dont les Sarter, Fraipont, Maisières et Rahier. Au Moyen Âge, Izier était une seigneurie dépendant de la Terre de Durbuy faisant partie du duché de Luxembourg.

## Description

### La tour
Cette tour de plan presque carré est haute d'environ 13 mètres (20 mètres avec toiture). Elle est bâtie en pierres calcaires et en moellons de grès issus des carrières de la région. Les côtés du bâtiment ont une largeur extérieure variant entre 9,60 mètres et 10 mètres. Quelques petites baies rectangulaires ainsi qu'une arquebusière ponctuent l'édifice. Le bâtiment possède une haute toiture à croupes en ardoises à quatre pans. Élément assez rare pour une tour fortifiée en Belgique, la tour carrée d'Izier est flanquée d'une tour circulaire servant d'escalier afin de rejoindre les quatre niveaux. Cette tour ronde adjointe à la face nord possède une vis en bois datée par dendrochronologie de 1542-1552. Les murs sont épais, conçus pour la défense et percés de rares ouvertures, dont une bretèche contrôlant l’accès à la porte.

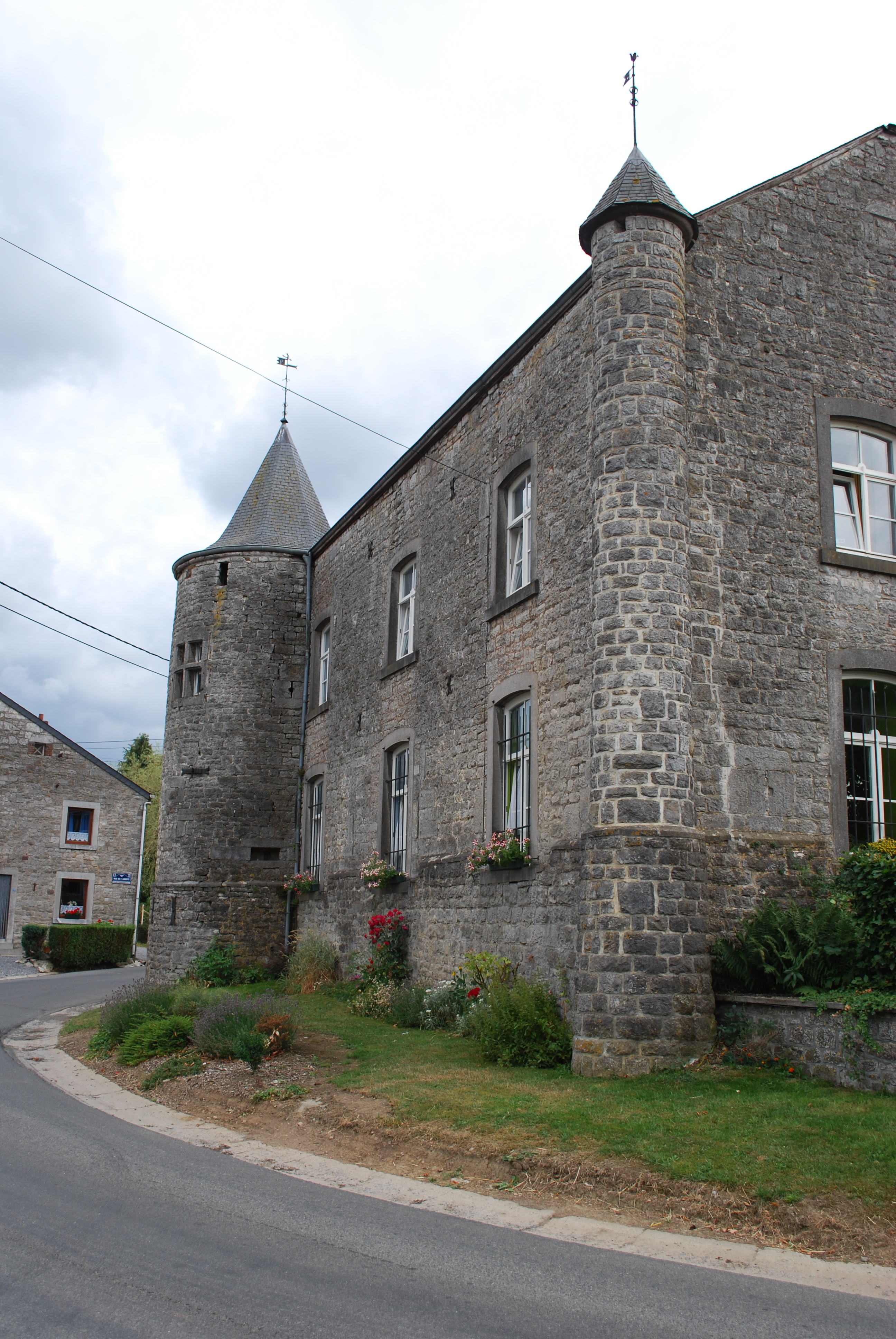
Le château-ferme

### Le château-ferme
Placé à quelques mètres au nord de la tour, le corps de logis du château-ferme érigé au cours du XVIe siècle est un bâtiment à base rectangulaire de deux niveaux en pierre calcaire dont trois angles sont complétés par des tours circulaires. Les tours placées aux angles est et ouest ont un diamètre supérieur à la tourelle située à l'angle nord du bâtiment. Ces tours d'angle sont coiffées d'une toiture en ardoises à huit pans. Jadis, un porche d'entrée se dressait entre le château-ferme et la tour. La ferme, toujours en activité, se complète à l'ouest par des étables basses formant une cour intérieure.

## Activités
La tour est louée comme gîte rural.
La ferme est en exploitation.